# 機甲軍団
機甲軍団（きこうぐんだん）とは、機動戦を実施する主に装甲戦闘車両からなる大規模部隊。師団或はそれ以上の規模のものを指す。主力となる兵器には戦車や装甲車などがある。近年では歩兵部隊よりも重視される傾向にある。ドイツ国防軍および武装親衛隊のものが有名。

## 歴史的経緯
- 機甲（機械化装甲）とは従来の騎馬にかわるもので騎兵に同じく機動戦の説く速度による優位で敵を殲滅する。
- 第一次世界大戦中、ソンムの戦いで英軍が初めて戦車を使用した事から戦後、より戦略的に用いる事が考えられるようになった。特にドイツ軍は実際に戦闘を経験した事もあり遅ればせながらも急速に成長し初めて機甲軍団を組織した。一方のイギリスやフランスでは兵器としての戦車の開発は抜きん出ていたが、戦略思想で大きく遅れを取り第二次世界大戦初期の電撃戦ではマジノ要塞などでの要塞戦を用い大敗した。